# 30 Roc
Samuel Gloade, được biết đến với nghệ danh 30 TRoc, là một nhà sản xuất thu âm và nhạc sĩ người Mỹ. Anh nổi tiếng với vai trò sản xuất cùng với các nghệ sĩ nổi tiếng, bao gồm JWAVE, Lil Yachty, Migos, Plies, Cardi B, Rich Homie Quan và Kendrick Lamar, cùng nhiều nghệ sĩ khác.

## Đầu đời
Samuel Gloade sinh ra ở quận Bronx, thành phố New York.  Anh đã gặp nhà sản xuất thu âm người Mỹ Mike Will Made It thông qua bộ đôi rap Rae Sremmurd của anh trên Twitter. Sau đó, anh ký hợp đồng với hãng thu âm EarDrummers Records.

## Sự nghiệp
Sản phẩm đáng chú ý nhất của anh ấy bao gồm "Nasty Freestyle" của T-Wayne, "Rake It Up" của Yo Gotti và Nicki Minaj, đĩa đơn ăn khách của Cardi B, "Bartier Cardi", có sự tham gia của 21 Savage, "Rock and Plies", và "King's Dead" do Jay Rock, Kendrick Lamar, Future và James Blake trình diễn. 30 Roc cũng tạo ra bản hit số 1 của Roddy Ricch, "The Box", leo lên vị trí thư nhất trên Billboard Hot 100 vào tháng 1 năm 2020. Anh cũng đã giúp sản xuất bản intro trong album Astroworld của Travis Scott, "Stargazing", đạt đỉnh điểm ở vị trí thứ 8 trên bang xếp hạng Hot 100 trong năm 2018. Gloade cũng là chỉ đạo sản xuất cho album phòng thu thứ hai của Lil Yachty, Lil Boat 2.